# Matrifocalidade
Matrifocalidade é um conceito que qualifica um grupo doméstico centrado na mãe, estando o pai frequentemente ausente ou detendo apenas um papel secundário.
Raymond Thomas Smith criou o conceito para dar conta da realidade familiar das famílias negras das Américas. Segundo ele, o termo
- não deve ser confundido com matrilinearidade;
- não significa matrilocalidade (residência na casa da mãe da esposa)
- não é indicador de uma sociedade matriarcal.

Segundo Gonzalez  a família matrifocal apresenta as seguintes características:
1 – a mãe é a figura estável, e as outras pessoas do grupo doméstico funcionam ao seu redor;
2 – a maioria dos contactos dos membros da família se realiza com parentes matrilaterais;
3 – as mulheres têm o poder de decidir sobre as crianças e a casa. 

## Matrifocalidade e monoparentalidade
O primeiro estudo sobre a família afrodescendente americana é atribuído a Edward Franklin Frazier (The negro family in the United States, 1939), que enfatiza o papel da escravatura e depois, da sua abolição, na desorganização da família afro-americana. Frazier já falava de "família materna", mas é a Raymond Thomas Smith que se deve a expressão "família matrifocal", em  The negro family in British Guiana, de 1956,  e The matrifocal family, de 1973.  Edith Clark, em sua obra My mother who fathered me, de 1957, marcou a reflexão sobre a posição central da mãe.
Embora a definição de Fritz Gracchus  - "a matrifocalidade é a posição central da mãe e a marginalidade do pai" - seja consensual, há outras concepções de matrifocalidade. Uma delas, mais restritiva, requer a presença de três gerações de mulheres, sem homem  no grupo doméstico. Fala-se então de matrifocalidade estrutural mas também de matrifocalidade residencial, o que parece ser um fenômeno relativamente raro. e Jacques André  rejeita tal concepção, considerando tratar-se de uma "configuração-limite" da família matrifocal.
Uma outra concepção, menos restritiva mas também menos precisa, considera a família matrifocal como uma família sob influência feminina.  Trata-se então da matrifocalidade funcional e também relacional. Neste caso, existem poucas evidências estatísticas, pois uma família monoparental (mãe-filho)  pode muito bem ter um referente masculino forte (um tio, um amigo, etc.), que, embora não vivendo sob o mesmo teto, exerce grande influência na educação das crianças. No caso inverso, famílias nucleares (homem, mulher e seus filhos) podem ter um pai fisicamente presente mas, na prática, ausente da vida da família. Assim, embora as famílias monoparentais sejam numerosas, a correlação entre monoparentalidade e matrifocalidade ainda é uma questão em aberto.